# 海盐

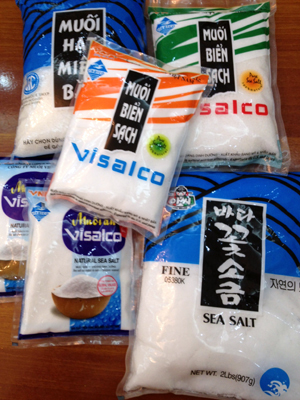
產自越南的食用海鹽

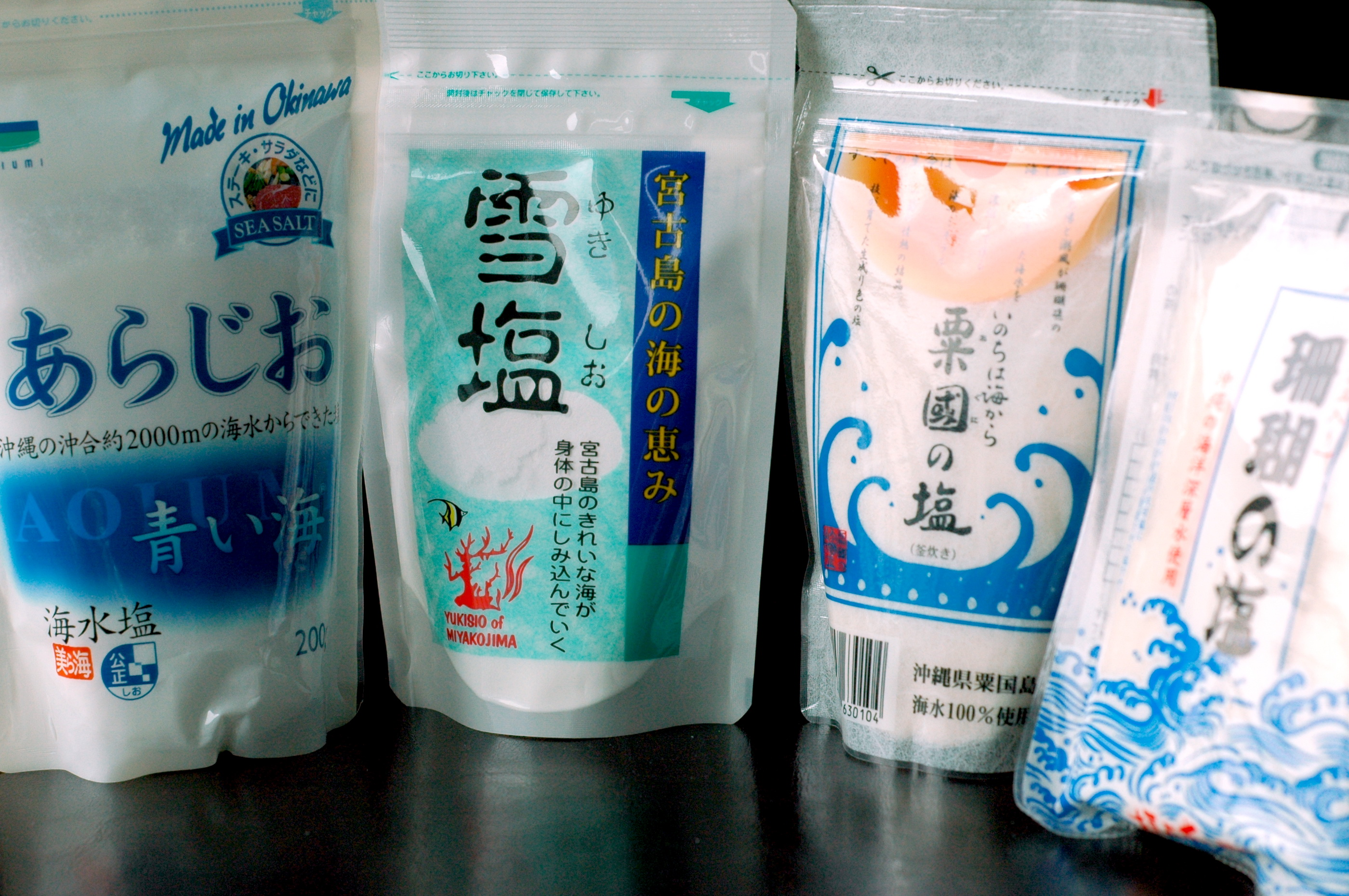
產自沖繩縣的食用海鹽

海盐为食用盐的一种，通过晒干海水以获得海水中的盐分。可以用于烹调和化妆。虽然很多精盐也来自海盐，但并未表明为海盐，颗粒细小。市售海盐一般颗粒较大，价钱比一般的食盐要贵很多。和精盐相比，海盐的主要成分也是氯化钠，并没有证据显示其对人体有特殊的好处。而且海盐中可能缺碘，所以不宜完全取代碘盐。

## 成分
海水鹽離子列表，單位是重量百分比：
| 氯離子（Cl-）     | 55.03% |
| 鈉離子（Na+）     | 30.59% |
| 硫酸根（SO42-）   | 7.68%  |
| 鎂離子（Mg2+）    | 3.68%  |
| 鈣離子（Ca2+）    | 1.18%  |
| 鉀離子（K+）      | 1.11%  |
| 碳酸氫根（HCO3-） | 0.41%  |
| 溴離子（Br-）     | 0.19%  |
| 硼酸根（BO33-）   | 0.08%  |
| 鍶離子（Sr2+）    | 0.04%  |
| 其他              | 0.01%  |

雖然全球各海域有不同的鹹度，但生產的海鹽具有相同的離子組成。

## 相关
- 食盐
- 海水